# 橫瀨古墳
橫瀨古墳（日语：／ Yokosekofun），又稱為橫瀨大塚山古墳（日语：／ Yokoseōtsukayamakofun），是位於日本鹿兒島縣曾於郡大崎町橫瀨的一座前方後圓墳，為日本國指定史跡，在鹿兒島縣中規模第2大的古墳，估計建於古墳時代中期（5世紀中期至後期）。

## 概要
古墳是位處鹿兒島縣東部，志布志灣西面標高6米的大型前方後圓墳，四周均為的水田。江戶時代，古墳開始為人所知，前方部分設有祠供人拜祭。
古墳的前方部分朝西南方向，墳丘長約132米，在鹿兒島縣僅次於長約140米，位於東串良町的唐仁大塚古墳，規模是鹿兒島縣第2大。墳丘表面上有圓筒埴輪和形象埴輪（盾形埴輪等），也是有埴輪的古墳中位處日本最南的。墳丘四周被周壕所包圍，闊約12-23米，深1.5米，其總長加起來達到160米。主體部分的墓室形態是竪穴式石室，後圓部分的墳頂呈露出狀態，並且流傳以前曾經有人從石室拿走鐵器等物品，實際則出土了伽倻系陶質土器和陶邑產須惠器。另外，古墳也被指原本其四周皆是古墳，而此墳可能是陪葬墓。
根據墳形、墓室形態和出土文物推測，古墳可能是建於古墳時代中期（5世紀中期至後期）。有些說法則認為古墳是海濱型前方後圓墳，可能與大和王權與琉球群島、朝鮮半島的交流有關連。古墳的附近除了有唐仁大塚古墳所屬的唐仁古墳群外，也有神領古墳群。
1943年，古墳範圍成為日本國指定史跡。1960年時，被盜墓。1977年至1978年，鹿兒島縣教育委員會在周邊進行確認調查。1988年，鹿兒島大學和琉球大學等進行了測量調查。1997年至1998年則進行了考古調查。現在，古墳的出土文物藏於鹿兒島縣立博物館、鹿兒島縣歷史資料中心和鹿兒島縣立埋藏文物中心。

## 規模
古墳的規模如下。
- 古墳總長：160米
- 墳丘長：132米
- 後圓部
  - 直徑：64米
  - 高：10.5米（由地面計算）
- 凹入部分
  - 闊：48米
- 前方部
  - 長：68米
  - 闊：72米
  - 高：11.5米（由地面計算）

由於，古墳位處的並非平地，由此實際上，後圓部分比實際高1米，加上後圓部分的竪穴式石室呈露出狀態，因此估計以前的後圓部分比現在還要高。

## 文物

### 日本國史跡
- 橫瀨古墳 - 1943年9月8日指定[5]。

## 外部連結
- - 國指定文化財等數據庫（日語）